# Voorgift (schaken)
Een voorgift in het schaakspel is een manier om een sterke schaker een handicap te geven zodat een zwakkere speler meer kansen heeft om te winnen.

## Historie
In de tijd dat schakers om geld speelden en de verliezer moest betalen, was de voorgift bedoeld om een zwakke speler er toch toe te bewegen een partij tegen een sterke schaker te spelen. Als er geen geld mee gemoeid was kon een schaker uit beleefdheid een voorgift aanbieden; maar zowel het aanbieden als het weigeren van de voorgift kon als een belediging worden opgevat. De voorgift kon ook verplicht worden gesteld, zoals eind 19e eeuw bij de Amsterdamse schaakvereniging V.A.S.
Tegenwoordig is de voorgift in onbruik geraakt.

## Methoden
Meestal wordt er geloot wie de eerste zet mag doen, maar soms ook gunt een schaker zijn tegenstander de eerste zet. Bij een simultaanspel is het regel dat de meester met wit speelt, dus de eerste zet mag doen. De witspeler heeft een gering voordeel, dus hij heeft al een voorgift voordat de eerste zet gedaan is. Dit is onvermijdelijk, omdat de spelers nu eenmaal om beurten moeten zetten.
Een echte voorgift kan men geven door de tegenstander toe te staan twee of meer beginzetten te doen.
Ook kan een speler een voorgift geven door voor het begin van de partij een stuk van zijn eigen kleur te verwijderen. Bestaat de voorgift uit een pion, dan is dat de f-pion; is de voorgift een toren, paard of loper, dan die op de damevleugel. Bestaat de voorgift uit een toren, dan mag de speler nog wel rokeren alsof die toren er nog stond.
Sinds de uitvinding van de schaakklok kan de voorgift ook bestaan uit het toekennen van meer bedenktijd aan de zwakkere schaker.

### Pion coiffé
Een andere manier om een schaker een handicap te geven is de pion coiffé, een van tevoren aangewezen pion waarmee de speler verplicht is mat te geven. Meestal geldt als eis dat deze pion niet mag promoveren. De term coiffé slaat op het feit dat een dergelijke pion gemarkeerd wordt, zodat het leek alsof deze een muts (coiffe) ophad.